# Plectromerus dentipes
Plectromerus dentipes är en skalbaggsart som först beskrevs av Olivier 1790.  Plectromerus dentipes ingår i släktet Plectromerus och familjen långhorningar.
Artens utbredningsområde är:
- Bahamas.
- Kuba.

Inga underarter finns listade i Catalogue of Life.